# Superliga 2023-2024 (pallavolo maschile, Albania)
La Superliga 2023-2024, 78ª edizione della massima serie del campionato albanese maschile di pallavolo, si è svolta dal 15 settembre 2023 al 4 maggio 2024: al torneo hanno partecipato otto squadre di club albanesi e la vittoria finale è andata per la sedicesima volta al Partizani Tirana.

## Regolamento

### Formula
La formula ha previsto:
- Regular season, disputata con girone all'italiana, con gare di andata e ritorno, per un totale di quattordici giornate: le prime due classificate hanno acceduto alle semifinali play-off, mentre le squadre classificate dal terzo al sesto posto hanno acceduto ai quarti di finale.
- Play-off scudetto, disputati con:
  - Quarti di finale, giocati con gare di andata e ritorno.
  - Semifinali, giocate al meglio di due vittorie su tre gare.
  - Finale, giocata al meglio di tre vittorie su cinque gare.

### Criteri di classifica
Se il risultato finale è stato di 3-0 o 3-1 sono stati assegnati 3 punti alla squadra vincente e 0 a quella sconfitta, se il risultato finale è stato di 3-2 sono stati assegnati 2 punti alla squadra vincente e 1 a quella sconfitta.

## Squadre partecipanti
| Club             | Stagione | Città   | Impianto              | Stagione precedente                                 |
| ---------------- | -------- | ------- | --------------------- | --------------------------------------------------- |
| Elbasani         | dettagli | Elbasan | Tomorr Sinani         | 8ª in Superliga                                     |
| Erzeni           | dettagli | Shijak  | Dhimitraq Goca        | 2ª in Superliga; semifinali play-off scudetto       |
| Partizani Tirana | dettagli | Tirana  | Asllan Rusi           | 1ª in Superliga; finale play-off scudetto           |
| Skënderbeu       | dettagli | Coriza  | Tamara Nicolla        | 4ª in Superliga; quarti di finale play-off scudetto |
| Studenti Tirana  | dettagli | Tirana  | Palestra Farka Volley | 6ª in Superliga; quarti di finale play-off scudetto |
| Teuta            | dettagli | Durazzo | Ramazan Njala         | 7ª in Superliga                                     |
| Tirana           | dettagli | Tirana  | Farie Hoti            | 3ª in Superliga; Campione d'Albania                 |
| Vllaznia         | dettagli | Scutari | Qazim Dervishi        | 5ª in Superliga; semifinali play-off scudetto       |

## Torneo

### Regular season

#### Risultati
| Prima giornata |                            |     |                            |
|                |                            |     |                            |
| 16-09          | Skënderbeu - Vllaznia      | 1-3 | 18-25, 20-25, 25-19, 23-25 |
| 16-09          | Erzeni - Tirana            | 3-1 | 25-13, 25-22, 22-25, 25-20 |
| 15-09          | Teuta - Partizani Tirana   | 0-3 | 15-25, 13-25, 15-25        |
| 15-09          | Elbasani - Studenti Tirana | 0-3 | 26-28, 14-25, 21-25        |

| Seconda giornata |                             |     |                     |
|                  |                             |     |                     |
| 22-09            | Vllaznia - Studenti Tirana  | 3-0 | 25-16, 27-25, 25-20 |
| 23-09            | Partizani Tirana - Elbasani | 3-0 | 25-15, 25-13, 25-15 |
| 23-09            | Tirana - Teuta              | 3-0 | 25-17, 25-12, 25-13 |
| 23-09            | Skënderbeu - Erzeni         | 0-3 | 24-26, 21-25, 24-26 |

| Terza giornata |                                    |     |                            |
|                |                                    |     |                            |
| 29-09          | Erzeni - Vllaznia                  | 3-1 | 25-16, 23-25, 25-15, 25-17 |
| 30-09          | Teuta - Skënderbeu                 | 0-3 | 11-25, 15-25, 14-25        |
| 29-09          | Elbasani - Tirana                  | 0-3 | 17-25, 19-25, 16-25        |
| 29-09          | Studenti Tirana - Partizani Tirana | 0-3 | 11-25, 16-25, 16-25        |

| Quarta giornata |                             |     |                                   |
|                 |                             |     |                                   |
| 06-10           | Vllaznia - Partizani Tirana | 1-3 | 20-25, 25-21, 15-25, 18-25        |
| 06-10           | Tirana - Studenti Tirana    | 3-2 | 21-25, 17-25, 27-25, 25-21, 15-12 |
| 07-10           | Skënderbeu - Elbasani       | 3-0 | 25-14, 25-20, 25-20               |
| 07-10           | Erzeni - Teuta              | 3-0 | 25-15, 25-15, 26-24               |

| Quinta giornata |                              |     |                            |
|                 |                              |     |                            |
| 13-10           | Teuta - Vllaznia             | 0-3 | 13-25, 11-25, 12-25        |
| 13-10           | Elbasani - Erzeni            | 0-3 | 13-25, 21-25, 23-25        |
| 14-10           | Studenti Tirana - Skënderbeu | 3-1 | 25-22, 25-23, 21-25, 25-15 |
| 14-10           | Partizani Tirana - Tirana    | 3-0 | 25-20, 25-8, 30-28         |

| Sesta giornata |                               |     |                                   |
|                |                               |     |                                   |
| 20-10          | Vllaznia - Tirana             | 3-1 | 25-21, 18-25, 25-16, 25-23        |
| 21-10          | Skënderbeu - Partizani Tirana | 1-3 | 16-25, 21-25, 26-24, 20-25        |
| 21-10          | Erzeni - Studenti Tirana      | 3-0 | 25-20, 25-23, 26-24               |
| 20-10          | Teuta - Elbasani              | 2-3 | 24-26, 25-19, 20-25, 26-24, 11-15 |

| Settima giornata |                           |     |                                   |
|                  |                           |     |                                   |
| 28-10            | Elbasani - Vllaznia       | 2-3 | 17-25, 22-25, 26-24, 27-25, 13-15 |
| 27-10            | Studenti Tirana - Teuta   | 3-0 | 25-15, 25-14, 25-17               |
| 28-10            | Partizani Tirana - Erzeni | 3-0 | 25-17, 25-18, 25-20               |
| 28-10            | Tirana - Skënderbeu       | 3-0 | 25-20, 25-13, 25-22               |

| Ottava giornata |                            |     |                     |
|                 |                            |     |                     |
| 14-02           | Vllaznia - Skënderbeu      | 3-0 | 25-19, 25-23, 25-18 |
| 07-02           | Tirana - Erzeni            | 3-0 | 27-25, 25-21, 25-22 |
| 07-02           | Partizani Tirana - Teuta   | 3-0 | 25-19, 25-23, 25-18 |
| 02-02           | Studenti Tirana - Elbasani | 3-0 | 25-16, 25-21, 25-15 |

| Nona giornata |                             |     |                     |
|               |                             |     |                     |
| 10-02         | Studenti Tirana - Vllaznia  | 3-0 | 25-16, 25-18, 25-16 |
| 09-02         | Elbasani - Partizani Tirana | 0-3 | 21-25, 17-25, 16-25 |
| 09-02         | Teuta - Tirana              | 0-3 | 15-25, 16-25, 21-25 |
| 10-02         | Erzeni - Skënderbeu         | 3-0 | 25-20, 25-20, 25-21 |

| Decima giornata |                                    |     |                            |
|                 |                                    |     |                            |
| 16-02           | Vllaznia - Erzeni                  | 3-1 | 22-25, 25-18, 25-21, 25-21 |
| 17-02           | Skënderbeu - Teuta                 | 3-1 | 25-15, 25-22, 16-25, 25-14 |
| 17-02           | Tirana - Elbasani                  | 3-1 | 22-25, 25-16, 25-12, 25-14 |
| 16-02           | Partizani Tirana - Studenti Tirana | 3-0 | 25-14, 25-15, 25-23        |

| Undicesima giornata |                             |     |                                   |
|                     |                             |     |                                   |
| 09-03               | Partizani Tirana - Vllaznia | 3-0 | 25-21, 25-14, 25-14               |
| 23-02               | Studenti Tirana - Tirana    | 3-2 | 25-20, 21-25, 29-27, 14-25, 15-11 |
| 23-02               | Elbasani - Skënderbeu       | 3-1 | 19-25, 26-24, 25-23, 25-4         |
| 24-02               | Teuta - Erzeni              | 0-3 | 16-25, 19-25, 21-25               |

| Dodicesima giornata |                              |     |                                   |
|                     |                              |     |                                   |
| 15-03               | Vllaznia - Teuta             | 3-1 | 25-14, 17-25, 25-11, 25-13        |
| 15-03               | Erzeni - Elbasani            | 3-1 | 25-17, 25-17, 23-25, 25-13        |
| 16-03               | Skënderbeu - Studenti Tirana | 2-3 | 12-25, 14-25, 25-23, 25-20, 12-15 |
| 20-03               | Tirana - Partizani Tirana    | 0-3 | 22-25, 17-25, 22-25               |

| Tredicesima giornata |                               |     |                            |
|                      |                               |     |                            |
| 23-03                | Tirana - Vllaznia             | 3-1 | 25-20, 25-20, 18-25, 25-19 |
| 22-03                | Partizani Tirana - Skënderbeu | 3-0 | 25-11, 25-18, 25-16        |
| 23-03                | Studenti Tirana - Erzeni      | 1-3 | 23-25, 25-22, 22-25, 15-25 |
| 22-03                | Elbasani - Teuta              | 3-0 | 25-15, 25-19, 25-15        |

| Quattordicesima giornata |                           |     |                                   |
|                          |                           |     |                                   |
| 28-03                    | Vllaznia - Elbasani       | 3-1 | 25-16, 20-25, 25-14, 25-15        |
| 29-03                    | Teuta - Studenti Tirana   | 0-3 | 13-25, 19-25, 24-26               |
| 30-03                    | Erzeni - Partizani Tirana | 2-3 | 16-25, 19-25, 25-21, 25-23, 10-15 |
| 30-03                    | Skënderbeu - Tirana       | 0-3 | 30-32, 22-25, 17-25               |

#### Classifica
| Pos. | Squadra          | Pt | G  | V  | P  | SV | SP | Ratio  | PF    | PS    | Ratio |
| ---- | ---------------- | -- | -- | -- | -- | -- | -- | ------ | ----- | ----- | ----- |
| 1.   | Partizani Tirana | 41 | 14 | 14 | 0  | 42 | 4  | 10,500 | 1 134 | 817   | 1,388 |
| 2.   | Erzeni           | 31 | 14 | 10 | 4  | 33 | 16 | 2,062  | 1 147 | 1 032 | 1,111 |
| 3.   | Tirana           | 27 | 14 | 9  | 5  | 31 | 19 | 1,632  | 1 144 | 1 046 | 1,094 |
| 4.   | Vllaznia         | 26 | 14 | 9  | 5  | 30 | 22 | 1,364  | 1 146 | 1 088 | 1,053 |
| 5.   | Studenti Tirana  | 23 | 14 | 8  | 6  | 27 | 23 | 1,174  | 1 103 | 1 051 | 1,049 |
| 6.   | Skënderbeu       | 10 | 14 | 3  | 11 | 15 | 34 | 0,441  | 1 018 | 1 121 | 0,908 |
| 7.   | Elbasani         | 9  | 14 | 3  | 11 | 14 | 36 | 0,389  | 966   | 1 163 | 0,831 |
| 8.   | Teuta            | 1  | 14 | 0  | 14 | 4  | 42 | 0,095  | 779   | 1 119 | 0,696 |

      Qualificata alle semifinali play-off.
      Qualificata ai quarti di finale play-off.

### Play-off

#### Tabellone
|  | Quarti | Quarti          | Quarti           | Quarti           | Quarti |   |        | Semifinali | Semifinali | Semifinali | Semifinali | Semifinali |  |  | Finale | Finale | Finale | Finale | Finale | Finale | Finale |  |
|  |        |                 |                  |                  |        |   |        |            |            |            |            |            |  |  |        |        |        |        |        |        |        |  |
|  |        |                 |                  |                  |        |   |        | 2          | Erzeni     | 1          | 3          | 0          |  |  |        |        |        |        |        |        |        |  |
|  |        |                 |                  |                  |        |   |        | 2          | Erzeni     | 1          | 3          | 0          |  |  |        |        |        |        |        |        |        |  |
|  |        |                 | 3                | Tirana           | 3      | 2 | 3      |            |            |            |            |            |  |  |        |        |        |        |        |        |        |  |
|  | 3      | Tirana          | 3                | Tirana           | 3      | 2 | 3      | 3          | 3          |            |            |            |  |  |        |        |        |        |        |        |        |  |
|  | 3      | Tirana          |                  |                  |        |   |        |            |            |            |            |            |  |  |        |        |        |        |        |        |        |  |
|  | 6      | Skënderbeu      | 0                | 0                |        |   |        |            |            |            |            |            |  |  |        |        |        |        |        |        |        |  |
|  | 6      | Skënderbeu      | 0                | 0                |        | 3 | Tirana | 3          | 3          | 2          | 0          | 1          |  |  |        |        |        |        |        |        |        |  |
|  |        |                 |                  |                  |        |   |        |            |            |            |            |            |  |  |        |        |        |        |        |        |        |  |
|  |        |                 | 1                | Partizani Tirana | 1      | 2 | 3      | 3          | 3          |            |            |            |  |  |        |        |        |        |        |        |        |  |
|  |        |                 |                  |                  |        | 2 | 3      | 3          | 3          |            |            |            |  |  |        |        |        |        |        |        |        |  |
|  |        |                 |                  |                  |        |   |        |            |            |            |            |            |  |  |        |        |        |        |        |        |        |  |
|  |        |                 |                  |                  |        |   |        |            |            |            |            |            |  |  |        |        |        |        |        |        |        |  |
|  |        | 1               | Partizani Tirana | 3                | 3      |   |        |            |            |            |            |            |  |  |        |        |        |        |        |        |        |  |
|  |        |                 |                  |                  |        |   |        |            |            |            |            |            |  |  |        |        |        |        |        |        |        |  |
|  |        |                 | 4                | Vllaznia         | 0      | 1 |        |            |            |            |            |            |  |  |        |        |        |        |        |        |        |  |
|  | 4      | Vllaznia        | 4                | Vllaznia         | 0      | 1 | 3      | 1          | 3          |            |            |            |  |  |        |        |        |        |        |        |        |  |
|  | 4      | Vllaznia        |                  |                  |        |   |        |            |            |            |            |            |  |  |        |        |        |        |        |        |        |  |
|  | 5      | Studenti Tirana | 2                | 3                | 0      |   |        |            |            |            |            |            |  |  |        |        |        |        |        |        |        |  |

#### Risultati

##### Quarti di finale
| Gara 1 |                            |     |                                   |
|        |                            |     |                                   |
| 03-04  | Tirana - Skënderbeu        | 3-0 | 25-19, 26-24, 25-20               |
| 03-04  | Vllaznia - Studenti Tirana | 3-2 | 21-25, 18-25, 26-24, 25-22, 15-13 |

| Gara 2 |                            |     |                            |
|        |                            |     |                            |
| 06-04  | Skënderbeu - Tirana        | 0-3 | 22-25, 19-25, 16-25        |
| 06-04  | Studenti Tirana - Vllaznia | 3-1 | 25-17, 25-12, 22-25, 25-16 |

| Gara 3 |                            |     |                     |
|        |                            |     |                     |
| 09-04  | Vllaznia - Studenti Tirana | 3-0 | 27-25, 25-23, 27-25 |

##### Semifinali
| Gara 1 |                             |     |                            |
|        |                             |     |                            |
| 12-04  | Erzeni - Tirana             | 1-3 | 21-25, 22-25, 25-22, 17-25 |
| 12-04  | Partizani Tirana - Vllaznia | 3-0 | 25-20, 25-20, 25-20        |

| Gara 2 |                             |     |                                   |
|        |                             |     |                                   |
| 15-04  | Tirana - Erzeni             | 2-3 | 23-25, 22-25, 25-17, 25-18, 13-15 |
| 15-04  | Vllaznia - Partizani Tirana | 1-3 | 25-23, 15-25, 21-25, 17-25        |

| Gara 3 |                 |     |                     |
|        |                 |     |                     |
| 18-04  | Erzeni - Tirana | 0-3 | 15-25, 18-25, 12-25 |

##### Finale
| Gara 1 |                           |     |                            |
|        |                           |     |                            |
| 22-04  | Partizani Tirana - Tirana | 1-3 | 25-21, 20-25, 21-25, 24-26 |

| Gara 2 |                           |     |                                   |
|        |                           |     |                                   |
| 25-04  | Tirana - Partizani Tirana | 3-2 | 25-23, 21-25, 18-25, 25-16, 15-12 |

| Gara 3 |                           |     |                                   |
|        |                           |     |                                   |
| 28-04  | Partizani Tirana - Tirana | 3-2 | 25-21, 25-23, 21-25, 22-25, 16-14 |

| Gara 4 |                           |     |                     |
|        |                           |     |                     |
| 01-05  | Tirana - Partizani Tirana | 0-3 | 12-25, 19-25, 22-25 |

| Gara 5 |                           |     |                            |
|        |                           |     |                            |
| 04-05  | Partizani Tirana - Tirana | 3-1 | 25-16, 25-20, 15-25, 25-21 |